# Obtusella
Obtusella is een geslacht van weekdieren uit de klasse van de Gastropoda (slakken).

## Soorten
- Obtusella intersecta (S. Wood, 1857)
- Obtusella lata Rolán & Rubio, 1999
- Obtusella macilenta (Monterosato, 1880)
- Obtusella orisparvi Moreno, Peñas & Rolán, 2003 †
- Obtusella roseotincta (Dautzenberg, 1889)
- Obtusella tumidula (Sars G. O., 1878)